# Peter Stent
Peter Stent (c. 1613–1665) est un éditeur et marchand d'estampes britannique actif à Londres.
Il a dirigé des années 1640 à sa mort l'une des affaires d'édition d'estampe les plus importantes de son époque.

## Biographie
Peter Stent est né à Binsted, dans l'Angleterre du Sud-Est, deuxième d'une fratrie de sept enfants de John et Joan Stent.
À partir de 1627, il est pendant 10 ans apprenti à Merchant Taylor's Company, société de laquelle il reste membre toute sa vie.
Vers 1642, Stent ouvre un magasin d'estampes à Giltspur Streer, juste à l'extérieur de Newgate, à Londres, où il vend des estampes imprimées sur ses propres presses. Les perturbations dans le marché de l'estampe provoquées par la guerre civile lui permettent d'acheter plus de 700 plaques grâce au legs de son père défunt, et continue à investir pour obtenir jusqu'à 1750 plaques — huit fois plus que n'importe quel autre marchand d'estampe de son époque.
Il vend des copies d'après des tableaux de grands maîtres européens (Léonard de Vinci, Raphaël, Antoine van Dyck et Rembrandt) ou d'artistes anglais (Francis Clein, William Dobson et Robert Walker), ainsi que des estampes des meilleurs graveurs travaillant en Angleterre (William Faithorne, Wenceslas Hollar et Francis Barlow). Mais le volume de son inventaire montre l'effort pour s'établir comme référence sur plusieurs domaines : les exercices militaires, la seule carte routière du pays, des instructions d'écriture, des documents officiels, des manuels d'architecture, des ébauches d'histoire naturelle, des reliques religieuses, des satires, et même de la pornographie ; le fonds est riche de 300 portraits illustrés représentant les différents partis politiques et les événements culturels en Angleterre et dans le reste de l'Europe. Si certaines estampes avaient un but décoratif, les portraits étaient empruntés par les éditeurs de livres d'histoire et ont particulièrement été prisés pour être insérés dans Biographical History of England … [with a] Catalogue of Engraved British Heads de James Granger (en) (1769).
Peter Stent est d'abord un graveur ; Edward Calver (en) a écrit des vers pour accompagner les plaques de Stent de 1635.
Il commence par la suite à vendre des estampes d'autres artistes tels que John Dunstall (en), John Fillian (en), Richard Gaywood (en) et George Glover (en).
Par ailleurs, il retouche lui-même ou fait retoucher des plaques qu'il achète afin de les ré-exploiter : il a par exemple fait retoucher des calligraphies de Martin Billingsley (en) par George Gifford,, et retouché des œuvres de Sir Robert Peake (en) et Thomas Rowlett.
Il meurt le 29 septembre 1665, victime de la Grande peste de Londres. Son affaire est récupérée par John Overton,.